# Siedleszczany
Siedleszczany est une localité polonaise de la gmina de Baranów Sandomierski, située dans le powiat de Tarnobrzeg en voïvodie des Basses-Carpates.